# Asprières
Asprières est une commune française située dans le département de l'Aveyron en région Occitanie.

## Géographie

### Localisation et communes limitrophes
La commune d'Asprières se trouve au nord-ouest du département de l'Aveyron, dans la petite région agricole du Ségala. Elle se situe à 51 km par la route de Rodez, préfecture du département, à 30 km de Villefranche-de-Rouergue, sous-préfecture et à 8 km de Capdenac-Gare, bureau centralisateur du canton de Lot et Montbazinois dont dépend la commune depuis 2015. La commune fait en outre partie du bassin de vie de Figeac.
Les communes les plus proches sont, : Les Albres (2,5 km), Sonnac (2,9 km), Bouillac (3,5 km), Cuzac (46) (3,7 km), Naussac (4,9 km), Lentillac-Saint-Blaise (46) (5,4 km), Galgan (5,5 km), Peyrusse-le-Roc (5,6 km), Viviez (5,8 km).

### Hydrographie

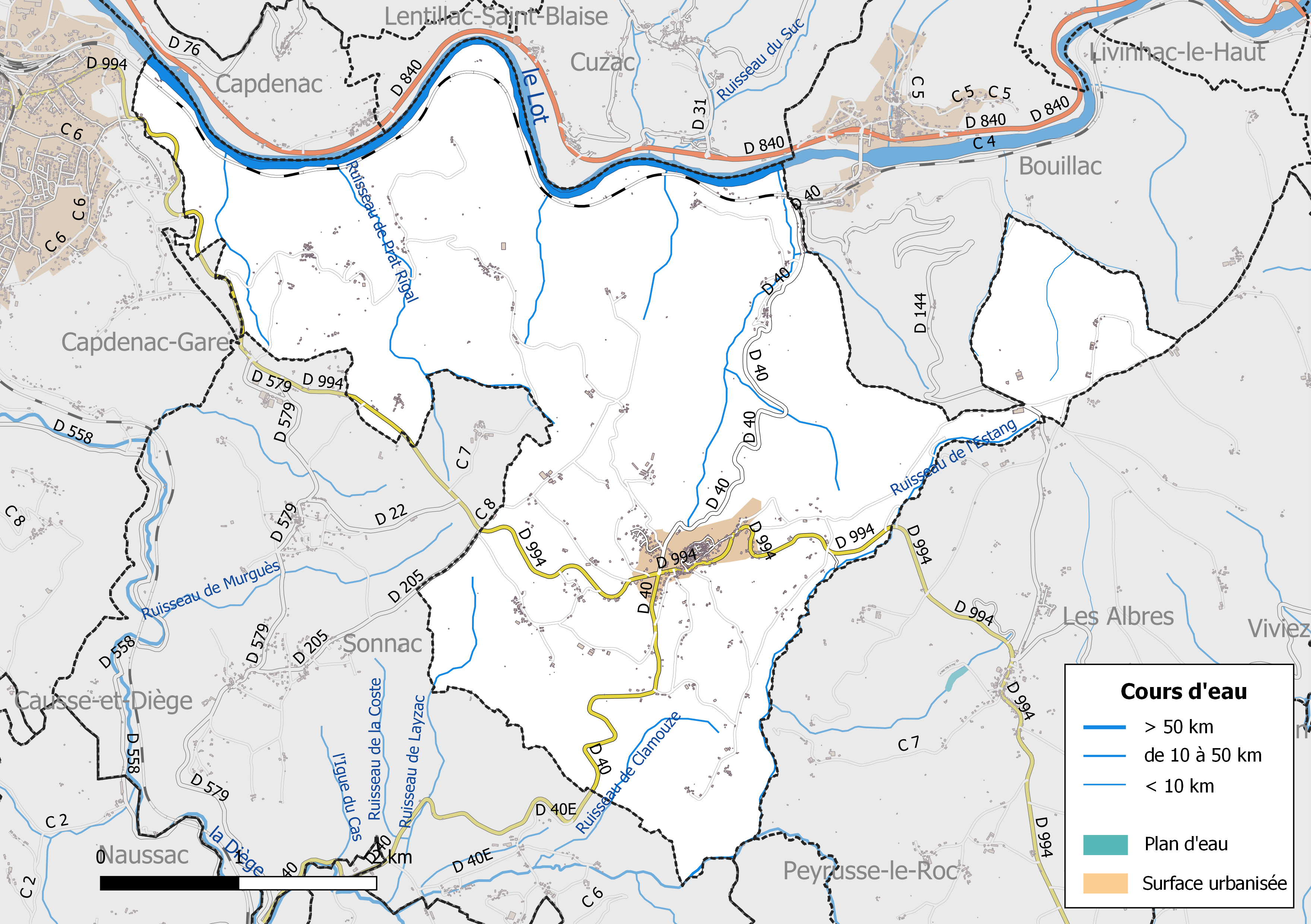
Réseaux hydrographique et routier d'Asprières.

La commune est drainée par le Lot, le ruisseau de Tournhac, le ruisseau de Clamouze, le ruisseau de Layzac, le ruisseau de l'Estang, le ruisseau de Prat Rigal, le ruisseau de Querbes, le ruisseau de Roucayrol et par divers petits cours d'eau.
Le Lot prend sa source à 1 272 m d'altitude sur la montagne du Goulet (nord du mont Lozère), dans la commune de Cubières (48), et se jette dans la Garonne à Monheurt (47), après avoir parcouru 484 km et traversé 129 communes.

### Climat
Pour des articles plus généraux, voir Climat de l'Occitanie et Climat de l'Aveyron.
En 2010, le climat de la commune est de type climat océanique altéré, selon une étude s'appuyant sur une série de données couvrant la période 1971-2000. En 2020, Météo-France publie une typologie des climats de la France métropolitaine dans laquelle la commune est exposée à un climat de montagne et est dans la région climatique Ouest et nord-ouest du Massif Central, caractérisée par une pluviométrie annuelle de 900 à 1 500 mm, maximale en automne et en hiver.
Pour la période 1971-2000, la température annuelle moyenne est de 11,8 °C, avec une amplitude thermique annuelle de 15,8 °C. Le cumul annuel moyen de précipitations est de 1 075 mm, avec 11,3 jours de précipitations en janvier et 6,6 jours en juillet. Pour la période 1991-2020, la température moyenne annuelle observée sur la station météorologique la plus proche, située sur la commune du Bas Ségala à 23 km à vol d'oiseau, est de 12,4 °C et le cumul annuel moyen de précipitations est de 1 062,4 mm,. Pour l'avenir, les paramètres climatiques de la commune estimés pour 2050 selon différents scénarios d'émission de gaz à effet de serre sont consultables sur un site dédié publié par Météo-France en novembre 2022.

### Milieux naturels et biodiversité
L’inventaire des zones naturelles d'intérêt écologique, faunistique et floristique (ZNIEFF) a pour objectif de réaliser une couverture des zones les plus intéressantes sur le plan écologique, essentiellement dans la perspective d’améliorer la connaissance du patrimoine naturel national et de fournir aux différents décideurs un outil d’aide à la prise en compte de l’environnement dans l’aménagement du territoire.
Le territoire communal d'Asprières comprend une ZNIEFF de type 1, : le « cours moyen du Lot » (1 543 ha) et deux ZNIEFF de type 2, :
- la « moyenne vallée du Lot » (7 893 ha), qui s'étend sur 36 communes dont 28 dans le Lot et 8 dans l'Aveyron[16];
- la « vallée du Lot (partie Aveyron) » (19 239 ha), qui s'étend sur 47 communes dont 39 dans l'Aveyron, 5 dans le Cantal, deux dans le Lot et une dans la Lozère[17].

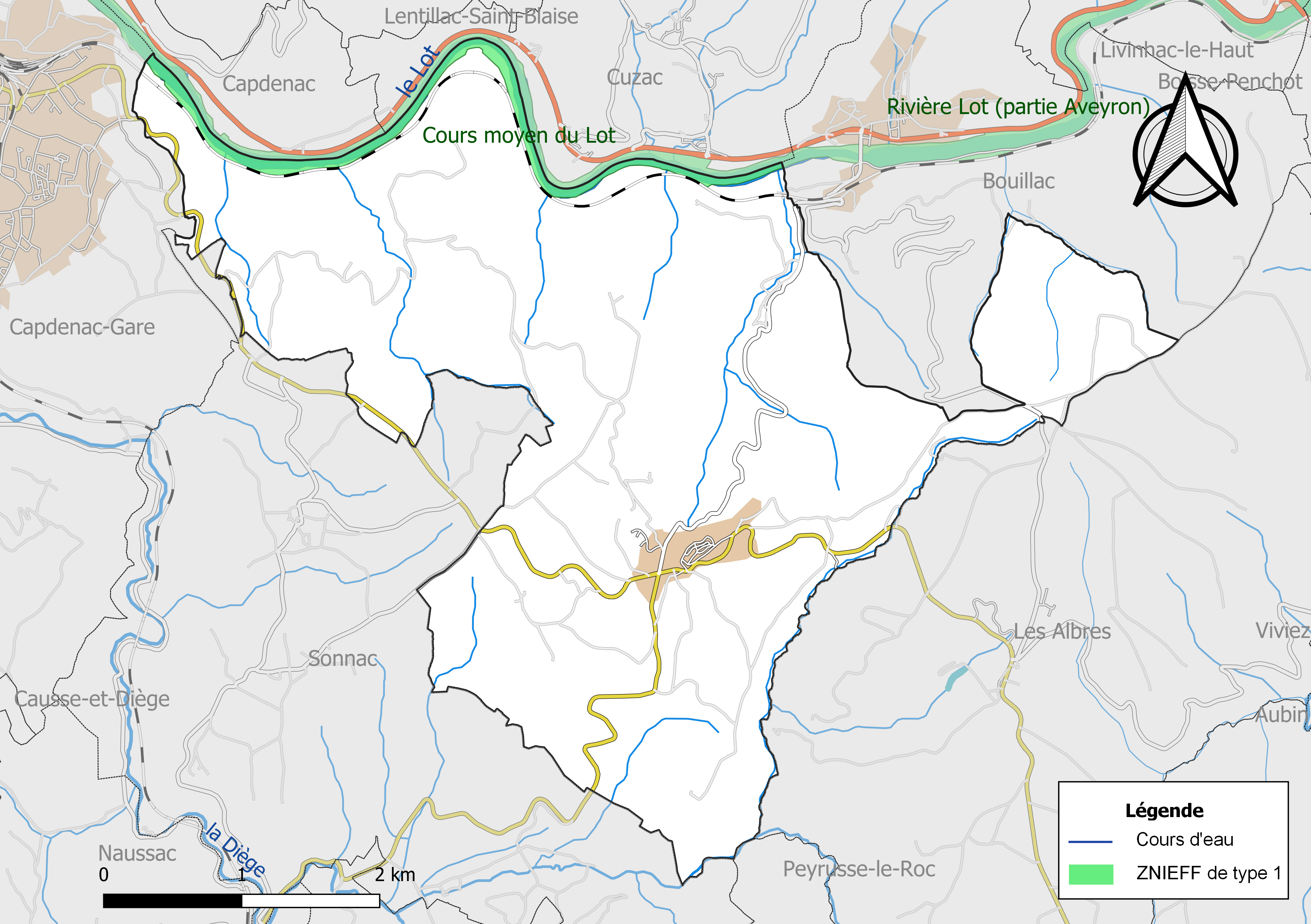
Carte de la ZNIEFF de type 1 de la commune.
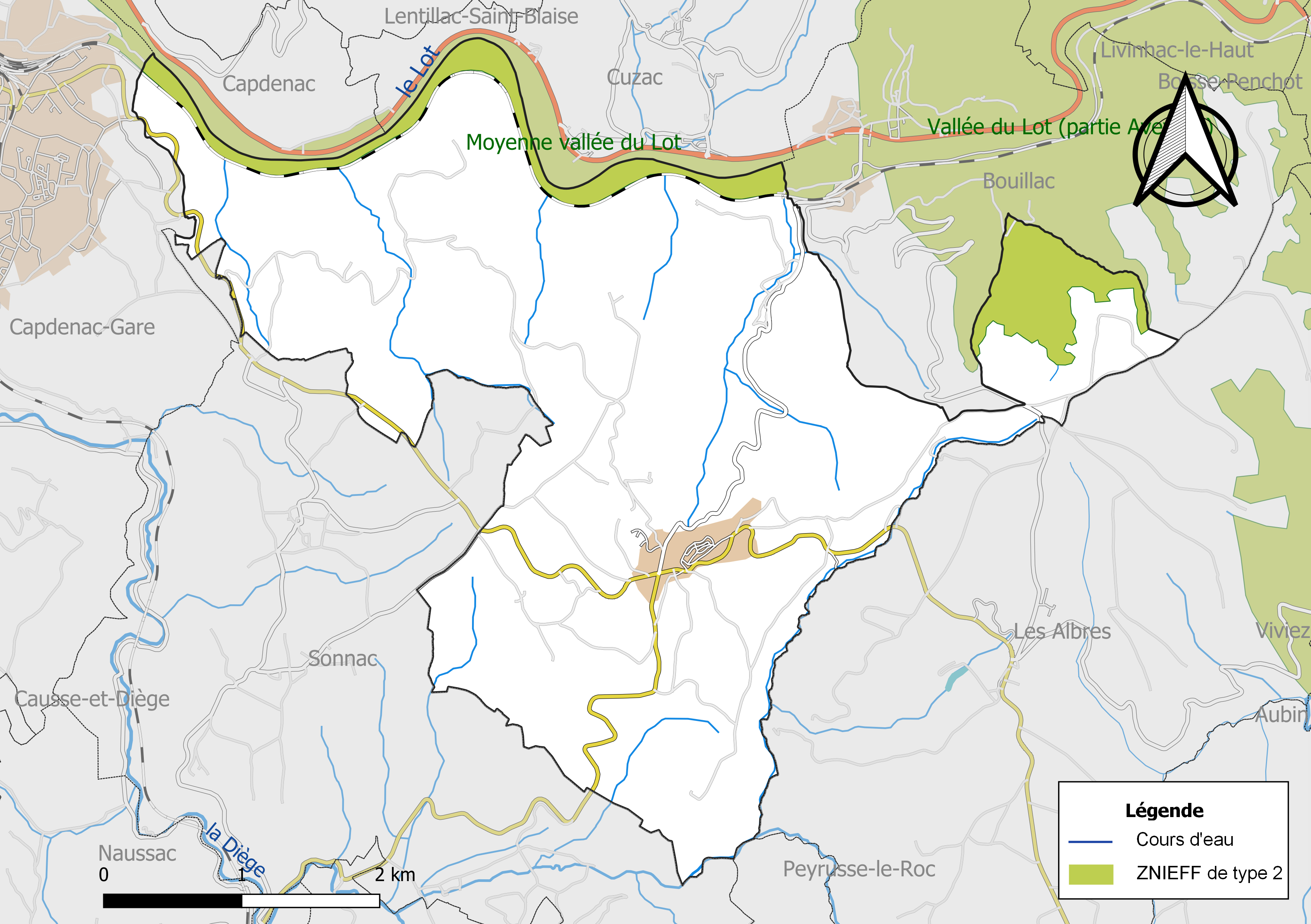
Carte des ZNIEFF de type 2 de la commune.

## Urbanisme

### Typologie
Au 1er janvier 2024, Asprières est catégorisée commune rurale à habitat dispersé, selon la nouvelle grille communale de densité à 7 niveaux définie par l'Insee en 2022.
Elle est située hors unité urbaine et hors attraction des villes,.

### Occupation des sols

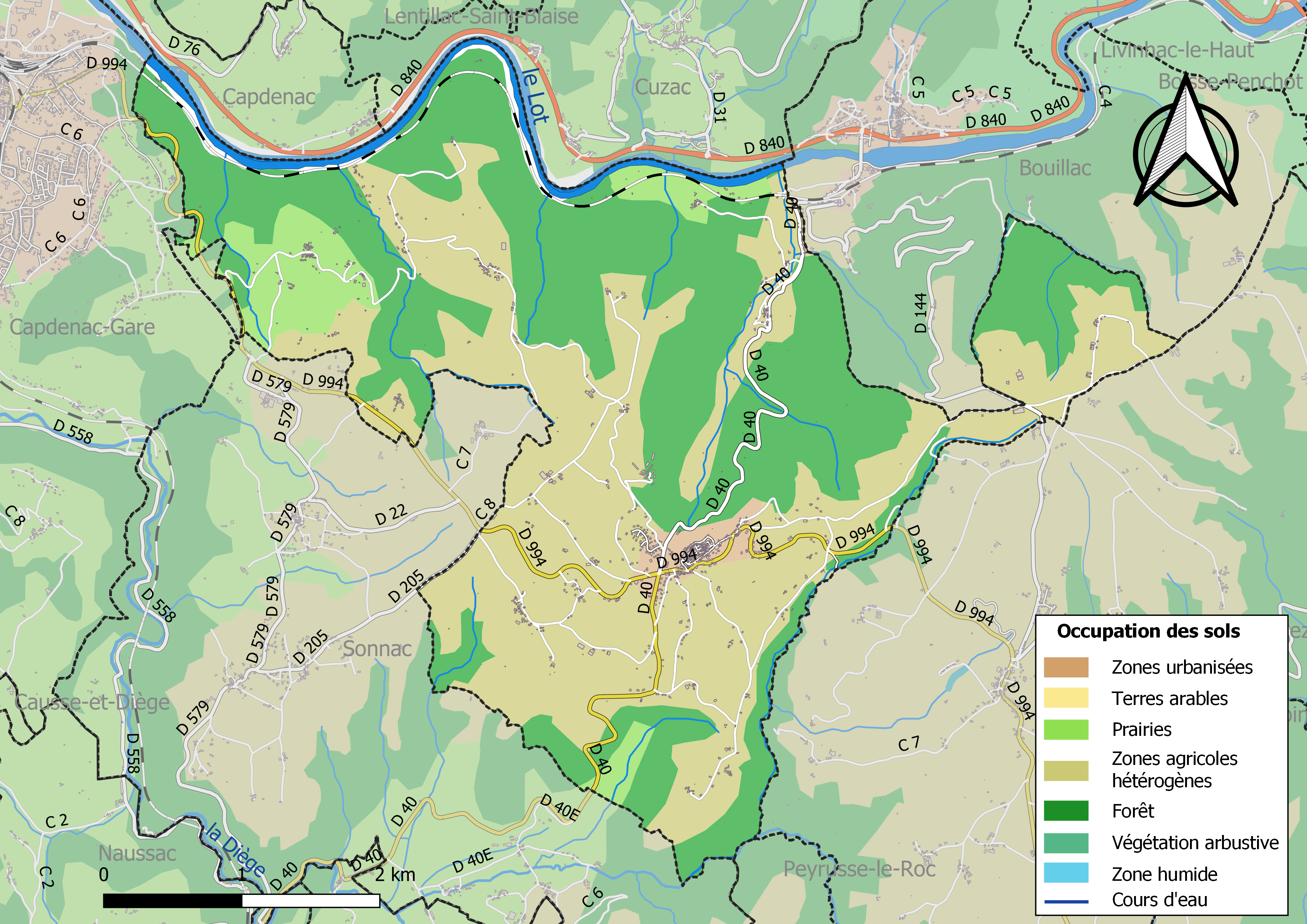
Infrastructures et occupation des sols de la commune d'Asprières.

L'occupation des sols de la commune, telle qu'elle ressort de la base de données européenne d’occupation biophysique des sols Corine Land Cover (CLC), est marquée par l'importance des territoires agricoles (52 % en 2018), en augmentation par rapport à 1990 (50,7 %). La répartition détaillée en 2018 est la suivante : zones agricoles hétérogènes (45,5 %), forêts (44,2 %), prairies (6,5 %), eaux continentales (2 %), zones urbanisées (1,8 %).

### Planification
La loi SRU du 13 décembre 2000 a incité fortement les communes à se regrouper au sein d’un établissement public, pour déterminer les partis d’aménagement de l’espace au sein d’un SCoT, un document essentiel d’orientation stratégique des politiques publiques à une grande échelle. La commune est dans le territoire du SCoT du Pays de Figeac, dont le périmètre a été fixé en 2011, le projet a été arrêté par le comité syndical en 2015 puis, après enquête en mai 2016, approuvé en décembre 2016. La structure porteuse est le Pôle d'équilibre territorial et rural Figeac - Quercy - Vallée de la Dordogne, qui associe deux communautés de communes, notamment la communauté de communes Grand-Figeac, dont la commune est membre.
La commune disposait en 2017 d'une carte communale qui était en révision.

### Risques majeurs
Le territoire de la commune d'Asprières est vulnérable à différents aléas naturels : inondations, climatiques (hiver exceptionnel ou canicule), feux de forêts et séisme (sismicité très faible). Il est également exposé à deux risques technologiques, le transport de matières dangereuses et la rupture d'un barrage, et à deux risques particuliers, les risques radon et minier,.

#### Risques naturels

Zones inondables de la commune d'Asprières.

Certaines parties du territoire communal sont susceptibles d’être affectées par le risque d’inondation par débordement du Lot. Les dernières grandes crues historiques, ayant touché plusieurs parties du département, remontent aux 3 et 4 décembre 2003 (dans les bassins du Lot, de l'Aveyron, du Viaur et du Tarn) et au 28 novembre 2014 (bassins de la Sorgues et du Dourdou). Ce risque est pris en compte dans l'aménagement du territoire de la commune par le biais du Plan de prévention du risque inondation (PPRI) Lot aval, approuvé le 14 décembre 2006.
Le Plan départemental de protection des forêts contre les incendies découpe le département de l’Aveyron en sept « bassins de risque » et définit une sensibilité des communes à l’aléa feux de forêt (de faible à très forte). La commune est classée en sensibilité faible.
Les mouvements de terrains susceptibles de se produire sur la commune sont soit des mouvements liés au retrait-gonflement des argiles, soit des effondrements liés à des cavités souterraines. Le phénomène de retrait-gonflement des argiles est la conséquence d'un changement d'humidité des sols argileux. Les argiles sont capables de fixer l'eau disponible mais aussi de la perdre en se rétractant en cas de sécheresse. Ce phénomène peut provoquer des dégâts très importants sur les constructions (fissures, déformations des ouvertures) pouvant rendre inhabitables certains locaux. La carte de zonage de cet aléa peut être consultée sur le site de l'observatoire national des risques naturels Géorisques. Une autre carte permet de prendre connaissance des cavités souterraines localisées sur la commune.

#### Risques technologiques
Le risque de transport de matières dangereuses sur la commune est lié à sa traversée par une canalisation de transport de gaz et une infrastructure ferroviaire. Un accident se produisant sur de telles infrastructures est en effet susceptible d’avoir des effets graves au bâti ou aux personnes jusqu’à 350 m, selon la nature du matériau transporté. Des dispositions d’urbanisme peuvent être préconisées en conséquence.
Dans le département de l'Aveyron on dénombre huit grands barrages susceptibles d’occasionner des dégâts en cas de rupture. La commune fait partie des 64 communes susceptibles d’être touchées par l’onde de submersion consécutive à la rupture d’un de ces barrages.

#### Risques particuliers
La commune est concernée par le risque minier, principalement lié à l’évolution des cavités souterraines laissées à l’abandon et sans entretien après l’exploitation des mines,,.
Dans plusieurs parties du territoire national, le radon, accumulé dans certains logements ou autres locaux, peut constituer une source significative d’exposition de la population aux rayonnements ionisants. Toutes les communes du département sont concernées par le risque radon à un niveau plus ou moins élevé. La commune d'Asprières est classée à risque moyen à élevé.

## Toponymie
Le village nommé de Asperiis en 1267 tirerait son nom de l'ancien occitan aspre, "rugueux, caillouteux, aride", du latin asper, "âpre, rude".

## Histoire
Le nom d'Asprières apparaît pour la première fois en 966 dans un cartulaire de l'abbaye de Conques. En 1209, Raymond VI, comte de Toulouse, concède des privilèges au prieuré et à la ville d'Asprières. À la mort de Raymond VII, la seigneurie passe à Alphonse de Poitiers, puis à la couronne de France.
En 1280, un hôpital (lieu d'accueil des pèlerins) et une léproserie sont signalés à Asprières, sur le "chemin romieu" (des pèlerins), entre Rodez et Figeac. En 1326, l'abbé de Saint-Martial de Limoges cède la juridiction d'Asprières à Raymond VII, comte de Toulouse.
En 1338, premières fortifications de la ville ; Philippe de Valois concède à Hugues de Fabrefort tous ses droits de juridiction sur Asprières. En 1368, mort de Bertrand, fils de Hugues II de Fabrefort, co-seigneur d'Asprières, en paréage avec le prieuré. Sa veuve Hélène épouse Jean de Morlhon. En 1371, ce dernier est chargé par le sénéchal anglais de fortifier la ville. En 1372, celle-ci est qualifiée de "village fort". En 1390, Asprières est assiégée pendant 23 jours par une compagnie anglaise.
En 1516, la ville est frappée par la peste. Une statue votive dans l'église rappelait ce fléau. En 1568, la ville devient protestante, par la conversion de son seigneur François de Morlhon.
Par mariage, la seigneurie d'Asprières passe en 1608 de la maison de Morlhon à celle de Freyssinet, puis par le mariage de Jeanne de Freyssinet à Gaspar de Gleyse, vers 1660, à cette famille de Gleyse qui donna les derniers seigneurs d'Asprières.
Le prieuré d'Asprières s'éteint en 1762. En 1792, Asprières devient chef-lieu de canton, ce qu'il demeurera jusqu'en 1922. En 1794, le curé d'Asprières, Guillaume de Trémolières, réfractaire à la Constitution civile du clergé, est exécuté à Rodez.
En 1814, première adduction d'eau à Asprières, avec la création de 12 fontaines publiques. Entre 1855 et 1864, l'abbé Lafon mène des travaux de restauration de l'église Saint-Martial.
Une enquête de 1771 déclare que le village compte 532 habitants dont 302 dans le bourg et 230 dans les hameaux (le village voisin de Vernet-le-haut, aujourd'hui rattaché à Asprières, compte 400 habitants à la même date). Il n'y a pas d'hôpital, mais un chirurgien et une sage-femme. pas de maître d'école, mais un curé et un vicaire pour l'annexe de Tournhac. Il y a un cordonnier, quatre tisserands et deux cabaretiers. Le village compte 78 pauvres et 52 mendiants.
Les armoiries, que l'on trouve sur une porte datant de la fin XIVe, début XVe,et sur un vitrail en grisaille au-dessus de la porte de l'église, et où figure une tour, appartiennent probablement à l'un des évêques de Rodez, soit Guillaume de la Tour d'Ortolan (1397-1416) ou Guillaume de La Tour d'Olliergues (1429-1457). Elles ont été considérées plus tard comme armoiries du village.
(Source : Jean-Paul Oddos, Découvrir Asprières et ses environs, Editions de la Diège, 2016)

### Époque contemporaine
Asprières devient en 1790 commune et chef-lieu du canton. En 1922, Asprières perd son statut de chef-lieu du canton au profit de la nouvelle ville de Capdenac-Gare. Le développement démographique du village et sa vocation de plus en plus agricole ont modifié la physionomie du village. Autour du noyau médiéval, on construit maisons et granges, en dépassant le tracé des anciens remparts. Le bâtiment emblématique de cette époque est l'ancienne gendarmerie, grand édifice au toit de lauzes sur la place Porte haute, où l'on remploie une porte médiévale provenant probablement de l'ancien prieuré.
La foire d'Asprières, qui se tient le 23 de chaque mois, est un des plus importantes de la région : on y échange châtaignes et vin, porcs, chevaux, moutons et vaches. Cette tradition perdure jusqu'à la seconde moitié du XXe siècle. Après les transactions commerciales du matin, l'après-midi est voué à la musique, aux échanges dans les nombreux estaminets et.. aux discussions matrimoniales.
La fête votive le 3e week-end de juillet est une des rares animations subsistant dans le village marqué par le déclin, comme tant d'autres bourgs ruraux. Le festival de jazz et de littérature, les Nuits & jours de Querbes, nés dans le hameau éponyme, se déroule depuis une vingtaine d'années. S'il réussit à programmer des grands noms dans son domaine et à attirer un public de connaisseurs, il est reçu de façon mitigée par le public local.
Les différentes municipalités ont entrepris des travaux importants pour moderniser le bourg : mairie, salle d'animation, voirie, station d'épuration, centre d'activité, comportant notamment une nouvelle cantine et une petite médiathèque.
La population globale est stationnaire ou en légère hausse, avec la création de lotissements attirant un certain nombre de jeunes couples. Cette population nouvelle, qui travaille sur les sites industriels du Grand Figeac (aéronautique principalement), a permis de maintenir une école communale avec trois classes. Cette démographie fait de plus en plus d'Asprières un "village-dortoir", avec un centre bourg qui se dépeuple et un nombre limité de commerces : une épicerie, un restaurant, un garage automobile.
La maison de retraite d'Asprières, devenue EHPAD et gérée désormais par l'ARS, est regroupée administrativement avec celle de Capdenac-gare. Cela pourrait aboutir à la construction d'un nouvel EHPAD moderne, présentant des services diversifiés, sur le sol de Capdenac.

## Politique et administration

### Découpage territorial
La commune d'Asprières est membre de la communauté de communes Grand-Figeac, un établissement public de coopération intercommunale (EPCI) à fiscalité propre créé le 1er janvier 2017 dont le siège est à Figeac. Ce dernier est par ailleurs membre d'autres groupements intercommunaux.
Sur le plan administratif, elle est rattachée à l'arrondissement de Villefranche-de-Rouergue, au département de l'Aveyron et à la région Occitanie. Sur le plan électoral, elle dépend du  canton de Lot et Montbazinois pour l'élection des conseillers départementaux, depuis le redécoupage cantonal de 2014 entré en vigueur en 2015, et de la deuxième circonscription de l'Aveyron  pour les élections législatives, depuis le dernier découpage électoral de 2010.

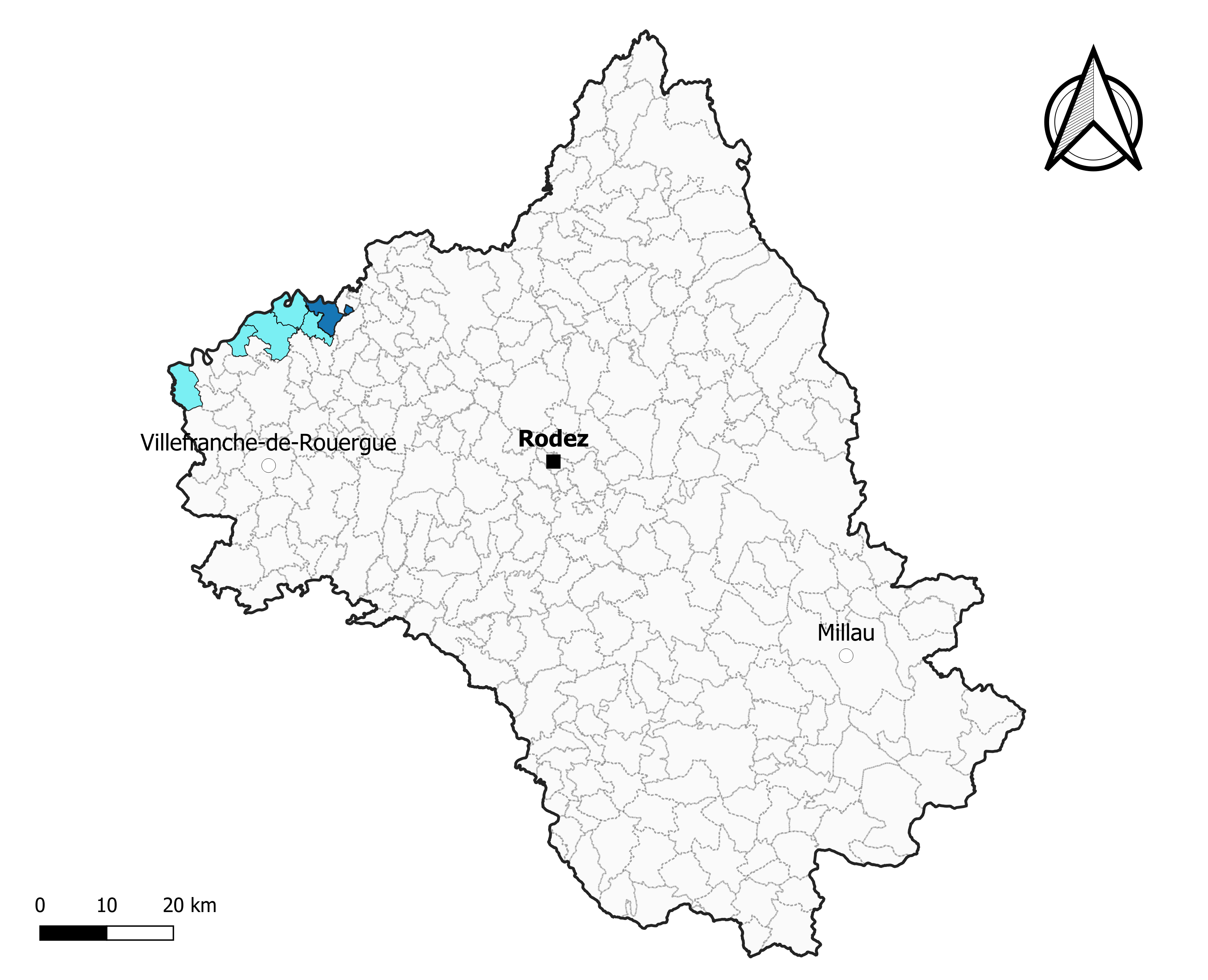
Asprières dans l'intercommunalité en 2020.
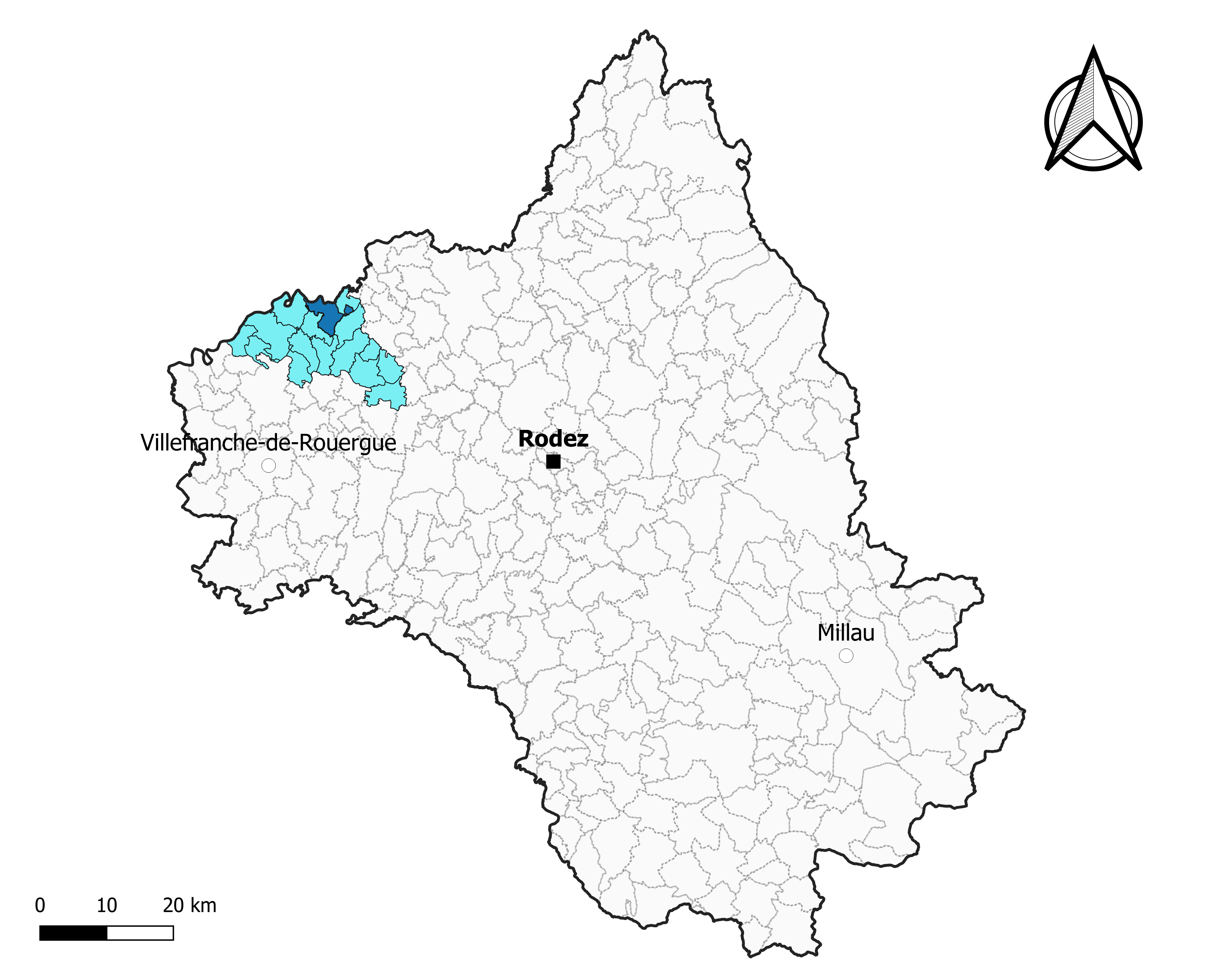
Asprières dans le canton de Lot et Montbazinois en 2020.
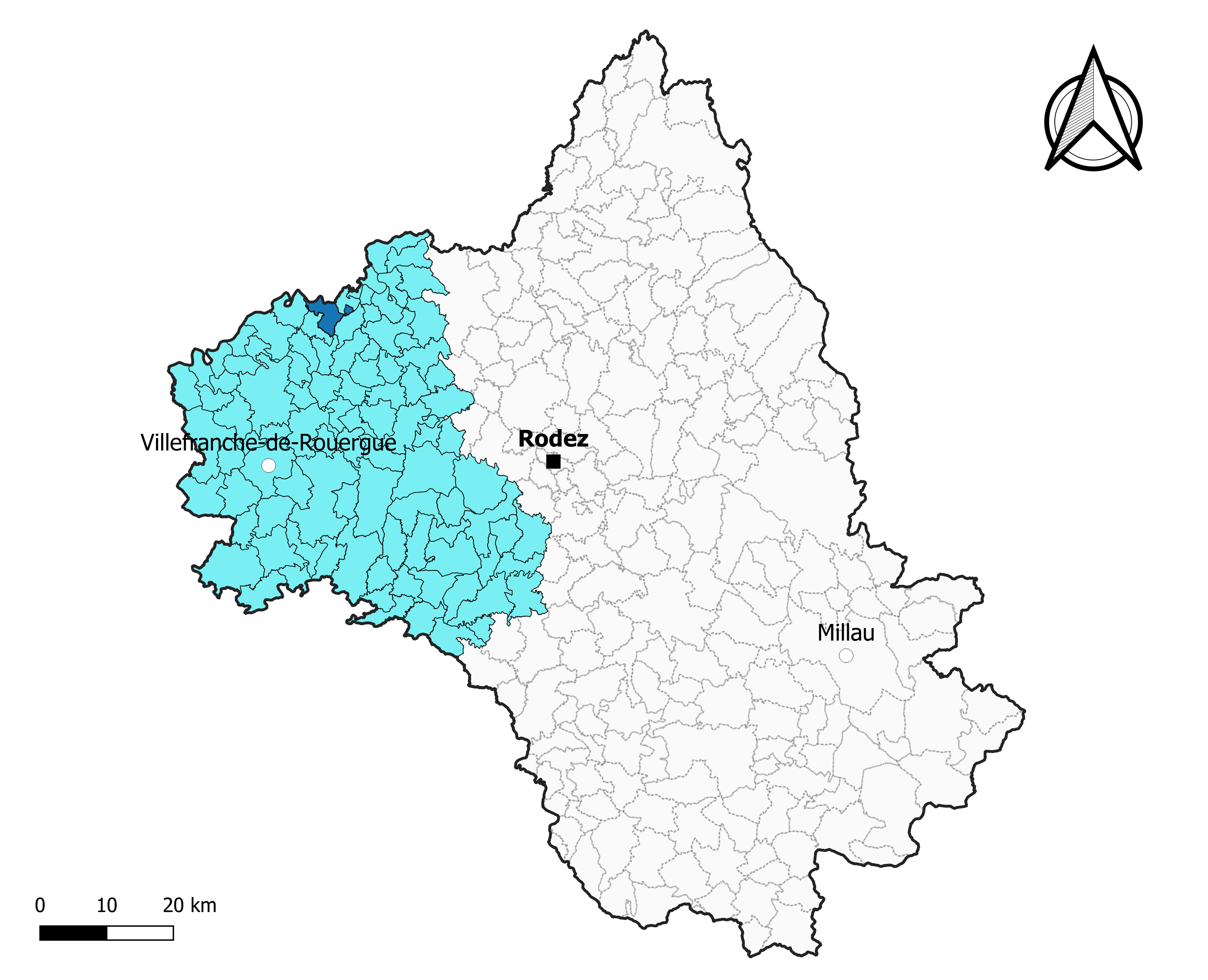
Asprières dans l'arrondissement de Villefranche-de-Rouergue en 2020.

### Élections municipales et communautaires

#### Élections de 2020
Le conseil municipal d'Asprières, commune de moins de 1 000 habitants, est élu au scrutin majoritaire plurinominal à deux tours avec candidatures isolées ou groupées et possibilité de panachage. Compte tenu de la population communale, le nombre de sièges à pourvoir lors des élections municipales de 2020 est de 15. Sur les trente candidats en lice, quinze sont élus dès le premier tour, le 15 mars 2020, correspondant à la totalité des sièges à pourvoir, avec un taux de participation de 48,05 %. Francis Delous est élu nouveau maire de la commune le 26 mai 2020.
Dans les communes de moins de 1 000 habitants, les conseillers communautaires sont désignés parmi les conseillers municipaux élus en suivant l’ordre du tableau (maire, adjoints puis conseillers municipaux) et dans la limite du nombre de sièges attribués à la commune au sein du conseil communautaire. Un siège est attribué à la commune au sein de la communauté de communes Grand-Figeac.

#### Liste des maires
| Période                                  | Période   | Identité               | Étiquette | Qualité                           |
| ---------------------------------------- | --------- | ---------------------- | --------- | --------------------------------- |
| Les données manquantes sont à compléter. |           |                        |           |                                   |
| (maire en 1981)                          |           | Georges Moysset        |           |                                   |
| 2001                                     | mars 2008 | Robert Marty           |           |                                   |
| 2008                                     | août 2013 | Alain Combres          |           |                                   |
| octobre 2013                             | mars 2014 | Jean-Pierre Cantaloube |           |                                   |
| avril 2014                               | mai 2020  | Alain Casterot         |           | Employé (entreprise publique)     |
| mai 2020                                 | En cours  | Francis Delous,        |           | Ancienne profession intermédiaire |

## Démographie
L'évolution du nombre d'habitants est connue à travers les recensements de la population effectués dans la commune depuis 1793. Pour les communes de moins de 10 000 habitants, une enquête de recensement portant sur toute la population est réalisée tous les cinq ans, les populations de référence des années intermédiaires étant quant à elles estimées par interpolation ou extrapolation. Pour la commune, le premier recensement exhaustif entrant dans le cadre du nouveau dispositif a été réalisé en 2004.

En 2022, la commune comptait 770 habitants, en évolution de +6,06 % par rapport à 2016 (Aveyron : +0,37 %, France hors Mayotte : +2,11 %).
| 1793 | 1800 | 1806  | 1821  | 1831  | 1836  | 1841  | 1846  | 1851  |
| ---- | ---- | ----- | ----- | ----- | ----- | ----- | ----- | ----- |
| 578  | 685  | 1 418 | 1 512 | 1 443 | 1 459 | 1 464 | 1 643 | 1 620 |

| 1856  | 1861  | 1866  | 1872  | 1876  | 1881  | 1886  | 1891  | 1896  |
| ----- | ----- | ----- | ----- | ----- | ----- | ----- | ----- | ----- |
| 1 674 | 1 656 | 1 821 | 1 857 | 1 816 | 1 193 | 1 256 | 1 201 | 1 088 |

| 1901 | 1906 | 1911 | 1921 | 1926 | 1931 | 1936 | 1946 | 1954 |
| ---- | ---- | ---- | ---- | ---- | ---- | ---- | ---- | ---- |
| 989  | 912  | 896  | 883  | 859  | 774  | 715  | 675  | 678  |

| 1962 | 1968 | 1975 | 1982 | 1990 | 1999 | 2004 | 2006 | 2009 |
| ---- | ---- | ---- | ---- | ---- | ---- | ---- | ---- | ---- |
| 655  | 634  | 650  | 672  | 691  | 707  | 721  | 720  | 678  |

| 2014 | 2019 | 2022 | - | - | - | - | - | - |
| ---- | ---- | ---- | - | - | - | - | - | - |
| 719  | 746  | 770  | - | - | - | - | - | - |

## Économie

### Revenus
En 2018 (données Insee publiées en septembre 2021), la commune compte 292 ménages fiscaux, regroupant 623 personnes. La médiane du revenu disponible par unité de consommation est de 21 230 € (20 640 € dans le département).

### Emploi
| Division       | 2008  | 2013  | 2018  |
| -------------- | ----- | ----- | ----- |
| Commune        | 4 %   | 5,9 % | 8,3 % |
| Département    | 5,4 % | 7,1 % | 7,1 % |
| France entière | 8,3 % | 10 %  | 10 %  |

En 2018, la population âgée de 15 à 64 ans s'élève à 383 personnes, parmi lesquelles on compte 79,6 % d'actifs (71,3 % ayant un emploi et 8,3 % de chômeurs) et 20,4 % d'inactifs,. En 2018, le taux de chômage communal (au sens du recensement) des 15-64 ans est supérieur à celui du département, mais inférieur à celui de la France, alors qu'il était inférieur à celui du département et de la France en 2008.
La commune est hors attraction des villes,. Elle compte 106 emplois en 2018, contre 139 en 2013 et 140 en 2008. Le nombre d'actifs ayant un emploi résidant dans la commune est de 276, soit un indicateur de concentration d'emploi de 38,5 % et un taux d'activité parmi les 15 ans ou plus de 50,7 %.
Sur ces 276 actifs de 15 ans ou plus ayant un emploi, 57 travaillent dans la commune, soit 21 % des habitants. Pour se rendre au travail, 92,5 % des habitants utilisent un véhicule personnel ou de fonction à quatre roues, 0,4 % les transports en commun, 3,9 % s'y rendent en deux-roues, à vélo ou à pied et 3,2 % n'ont pas besoin de transport (travail au domicile).

### Activités hors agriculture
33 établissements sont implantés à Asprières au 31 décembre 2019. Le tableau ci-dessous en détaille le nombre par secteur d'activité et compare les ratios avec ceux du département,.
| Secteur d'activité                                                                                        | Commune | Commune | Département |
| Secteur d'activité                                                                                        | Nombre  | %       | %           |
| --- | ------- | ------- | ----------- |
| Ensemble                                                                                                  | 33      |         |             |
| Industrie manufacturière, industries extractives et autres                                                | 3       | 9,1 %   | (17,7 %)    |
| Construction                                                                                              | 5       | 15,2 %  | (13 %)      |
| Commerce de gros et de détail, transports, hébergement et restauration                                    | 11      | 33,3 %  | (27,5 %)    |
| Information et communication                                                                              | 1       | 3 %     | (1,5 %)     |
| Activités immobilières                                                                                    | 1       | 3 %     | (4,2 %)     |
| Activités spécialisées, scientifiques et techniques et activités de services administratifs et de soutien | 4       | 12,1 %  | (12,4 %)    |
| Administration publique, enseignement, santé humaine et action sociale                                    | 6       | 18,2 %  | (12,7 %)    |
| Autres activités de services                                                                              | 2       | 6,1 %   | (7,8 %)     |

Le secteur du commerce de gros et de détail, des transports, de l'hébergement et de la restauration est prépondérant sur la commune puisqu'il représente 33,3 % du nombre total d'établissements de la commune (11 sur les 33 entreprises implantées à Asprières), contre 27,5 % au niveau départemental.

### Agriculture
La commune est dans le Segala, une petite région agricole occupant l'ouest du département de l'Aveyron. En 2020, l'orientation technico-économique de l'agriculture  sur la commune est l'élevage de bovins, pour la viande.
|               | 1988 | 2000 | 2010 | 2020 |
| ------------- | ---- | ---- | ---- | ---- |
| Exploitations | 61   | 33   | 22   | 12   |
| SAU (ha)      | 763  | 644  | 540  | 380  |

Le nombre d'exploitations agricoles en activité et ayant leur siège dans la commune est passé de 61 lors du recensement agricole de 1988  à 33 en 2000 puis à 22 en 2010 et enfin à 12 en 2020, soit une baisse de 80 % en 32 ans. Le même mouvement est observé à l'échelle du département qui a perdu pendant cette période 51 % de ses exploitations,. La surface agricole utilisée sur la commune a également diminué, passant de 763 ha en 1988 à 380 ha en 2020. Parallèlement la surface agricole utilisée moyenne par exploitation a augmenté, passant de 13 à 32 ha.

## Culture locale et patrimoine

### Lieux et monuments

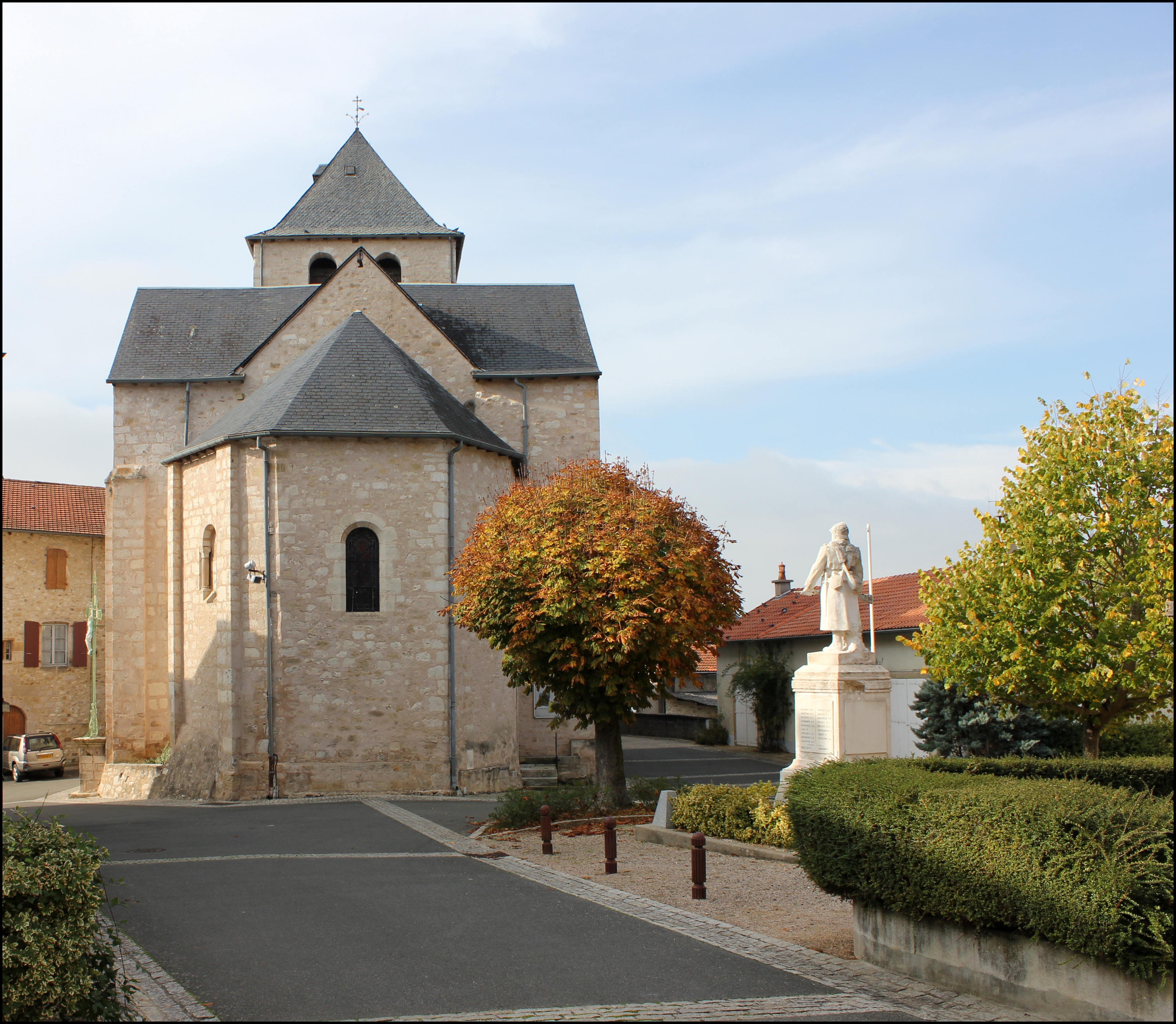
Église.

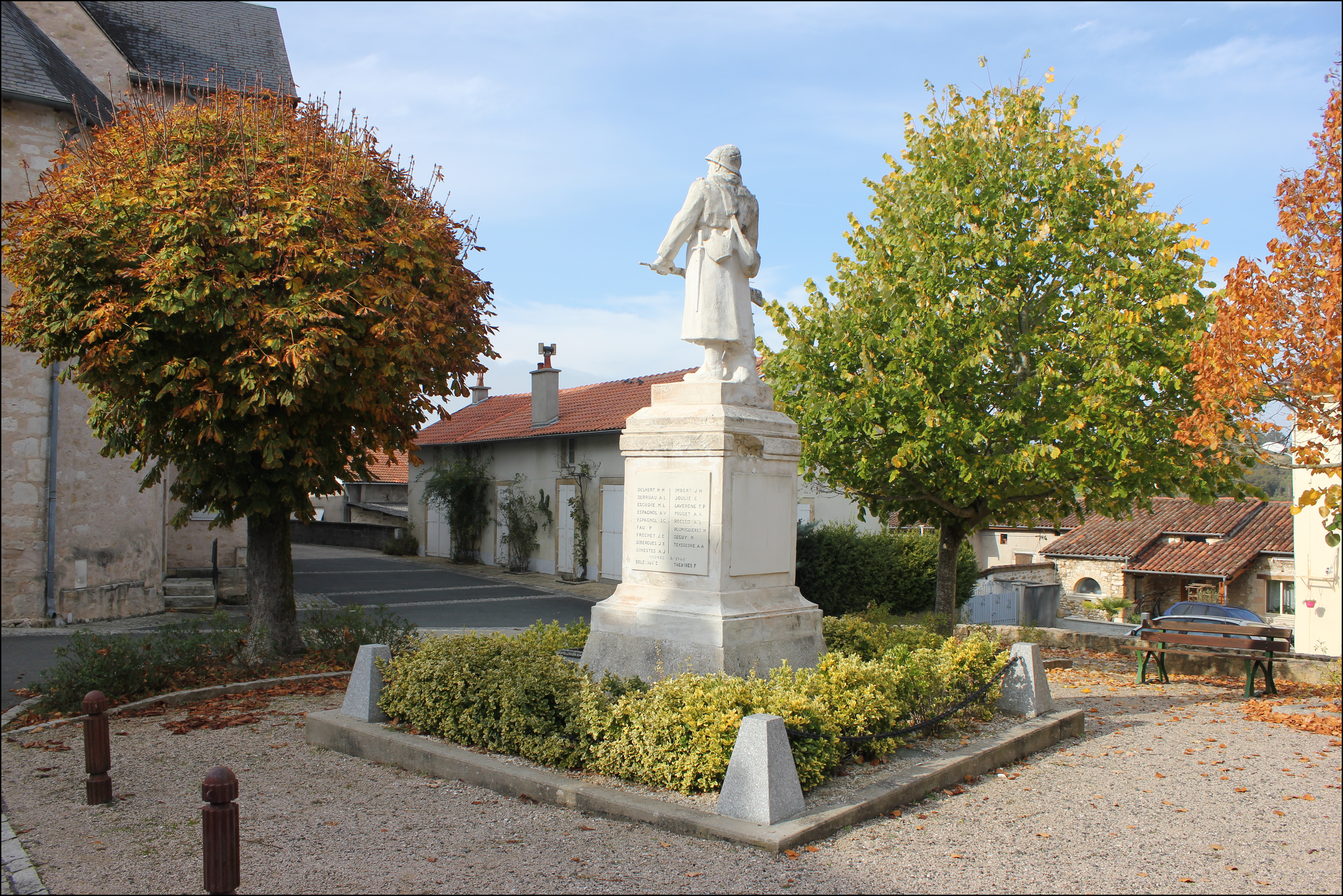
Monument aux morts.

- Église Saint-Martin.

### Héraldique
| Blason de Asprières | Blason  | D’azur à la tour d’argent maçonnée de sable, ouverte de gueules. |
| Blason de Asprières | Détails | Le statut officiel du blason reste à déterminer.                 |